# Casa Octavian Zăhărăchescu din Starchiojd
Casa Octavian Zăhărăchescu din Starchiojd este un monument istoric aflat pe teritoriul satului Starchiojd, comuna Starchiojd.